# راتوس شونبيرج

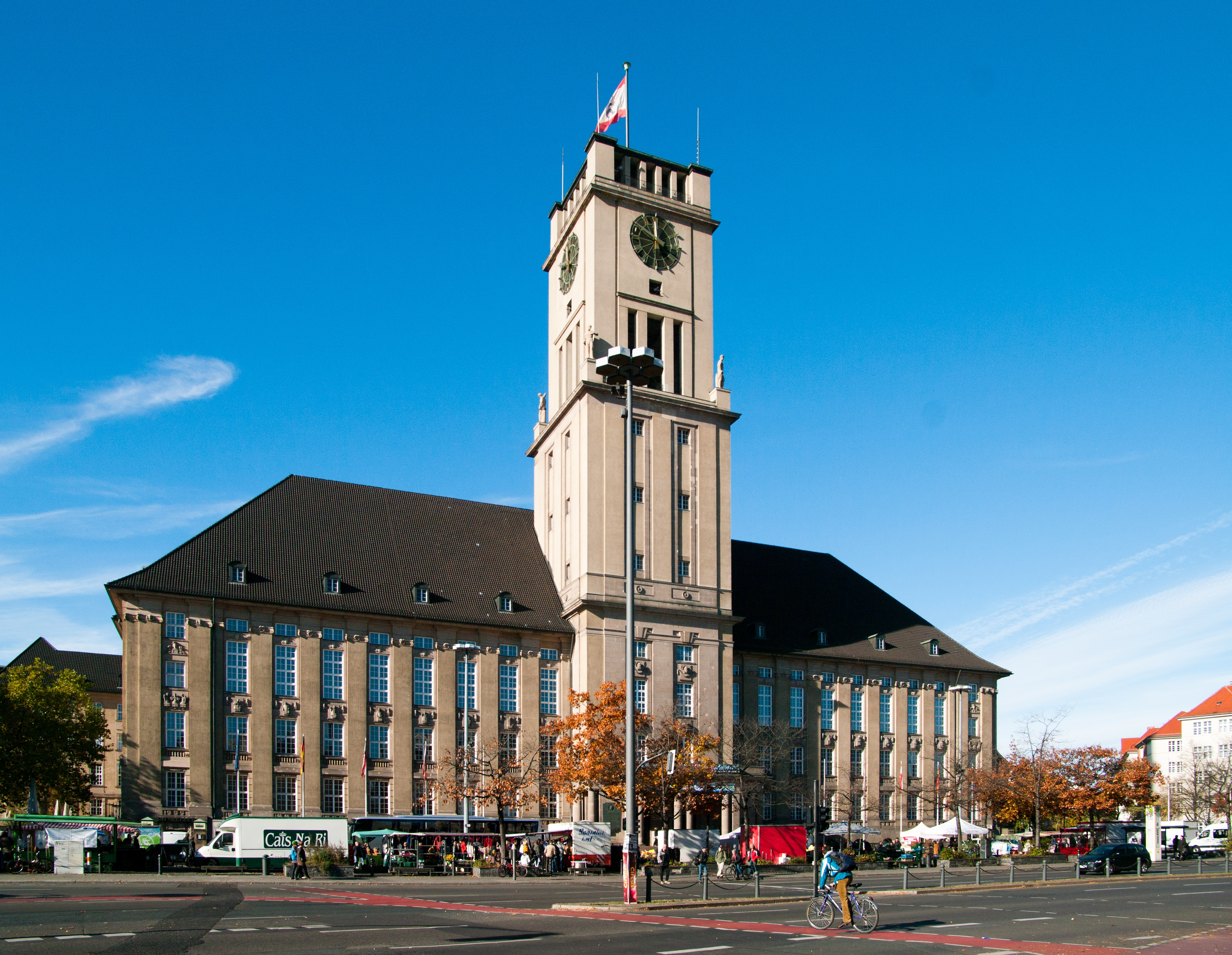
Rathaus Schöneberg

راتهاوس شونبيرج هي قاعة المدينة لبلدة تمبلهوف-شونبيرج في برلين. من عام 1949 حتى عام 1990 كانت بمثابة مقر مجلس شيوخ ولاية غرب برلين ومن عام 1949 حتى عام 1991 كمقر لرئيس البلدية.

## التاريخ
تم بناء مبنى الحجر الرملي بين عامي 1911 و1914 ، عندما حلت محل قاعة المدينة القديمة في شونبيرج، في ذلك الوقت مدينة مستقلة (بالألمانية: أقضية ألمانيا)‏ لم يتم دمجها بعد في برلين الكبرى، التي جرت في عام 1920. كان لدى السلطات النازية سلسلة من الجداريات الحربية التي كتبها فرانز أيخهورست المضافة إلى الداخل في عام 1938. في الحرب العالمية الثانية، تضرر المبنى بشدة من قصف الحلفاء وخلال معركة برلين النهائية.
خلال حصار برلين، انتفاضة 1953، والثورة المجرية لعام 1956، أصبح المبنى مكانًا للتجمعات الاحتجاجية. بعد بناء جدار برلين في عام 1961، كانت خطوات راتهاوس شونبيرج هي المكان الذي تحدث فيه الرئيس الأمريكي جون إف كينيدي في 26 يونيو 1963، معلناً «أنا برليني». في ليلة اغتياله، تجمع عدة آلاف من سكان برلين بشكل تلقائي في الساحة، والتي أعيدت تسميتها رسميًا بجون إف كينيدي بلاتز بعد ثلاثة أيام. لوحة تذكارية كبيرة، مثبتة على عمود عند مدخل المبنى، والغرفة فوق المدخل المطل على الساحة مخصصة لكينيدي وزيارته.
كان هناك تجمع كبير أمام المبنى في 10 نوفمبر 1989، بعد يوم من سقوط جدار برلين. وكان من الحضور البارزين المستشار هيلموت كول والمستشار السابق ويلي براندت ووزير الخارجية هانز ديتريش جينشر.